# اللجنة المركزية للمحاسبة للحزب الشيوعي السوفييتي
لجنة التدقيق المركزية (بالروسية: Центральная ревизионная комиссия КПСС) كان جهازًا إشرافيًا داخل الحزب الشيوعي السوفييتي. ويشار إليها غالبًا باسم لجنة المراجعة المركزية، وهو اشتقاق من الاسم الروسي. كانت هناك أجهزة مماثلة موجودة في عدد من الأحزاب الشيوعية الأخرى، والتي كانت مماثلة لجهاز الحزب الشيوعي السوفييتي.
تُنتخب لجنة التدقيق المركزية من قبل مؤتمر الحزب الشيوعي السوفييتي وتقدم التقارير إليها، وكانت عضويتها أقل بقليل من عضوية اللجنة المركزية للحزب الشيوعي السوفييتي ضمن التسلسل الهرمي البيروقراطي داخل الحزب.
أشرفت لجنة التدقيق المركزية على المعالجة السريعة والسليمة للشؤون من قبل الهيئات المركزية للحزب، وراجعت حسابات الخزانة ومؤسسات اللجنة المركزية للحزب الشيوعي السوفييتي. 
لا ينبغي الخلط بينها وبين جهاز مراقبة آخر للحزب الشيوعي السوفييتي: لجنة الرقابة الحزبية التابعة للجنة المركزية للحزب، والتي كانت مسؤولة عن فرض الانضباط الحزبي.

## الرؤساء
| الفترة                         | الرئيس                         |
| ------------------------------ | ------------------------------ |
| 16 مارس 1921 — 22 مايو 1924    | فيكتور نوجين                   |
| 31 مايو 1924 — 2 ديسمبر 1927   | ديمتري كورسكي                  |
| 19 ديسمبر 1927 - 2 أبريل 1951  | ميخائيل فلاديميرسكي            |
| سبتمبر 1952 — 3 فبراير 1959    | بيوتر موسكاتوف                 |
| 3 فبراير 1959 — 17 أكتوبر 1961 | الكسندر جوركين                 |
| 31 أكتوبر 1961 — 29 مارس 1966  | نونا مورافيوفا                 |
| 8 أبريل 1966 — 25 فبراير 1986  | جينادي فيودوروفيتش سيزوف       |
| 6 مارس 1986 — 30 سبتمبر 1988   | إيفان كابيتونوف                |
| 1988 — 1990                    | آلا نيزوفتسيفا (قائم بالأعمال) |